# Страупская волость
Стра́упская во́лость (латыш. Straupes pagasts) — административно-территориальная единица на западе Паргауйского края Латвии, на правом берегу Гауи. Граничит с Райскумской и Сталбской волостями своего края, Лимбажской волостью Лимбажского края, Драбешской волостью Аматского края, Кримулдской и Ледургской волостями Кримулдского края, а также городом Лигатне и Лигатненской волостью Лигатненского края. Административным центром волости является село Плацис.

## География
Территория волости занимает 15 157 га, располагаясь на Лимбажской волнистой равнине и Аугстрозском всхолмлении Идумейской возвышенности.
Озёра: Сарумэзерс, Пекша, Виняуду, Эйкену, Риебиню, Пурицас, Плаужу и другие.

## История
Волость образована в 1990 году путём реорганизации Страупского сельсовета. До административно-территориальной реформы 2009 года входила в состав Цесисского района.

## Достопримечательности
- Лиелстраупский замок[7].